# Ленкі (Бжеський повіт)
Ленкі (пол. Łęki) — село в Польщі, у гміні Боженцин Бжеського повіту Малопольського воєводства.
Населення — 653 особи (2011).
У 1975-1998 роках село належало до Тарновського воєводства.

## Демографія
Демографічна структура станом на 31 березня 2011 року:
|          | Загалом | Допрацездатний вік | Працездатний вік | Постпрацездатний вік |
| -------- | ------- | ------------------ | ---------------- | -------------------- |
| Чоловіки | 319     | 63                 | 222              | 34                   |
| Жінки    | 334     | 77                 | 188              | 69                   |
| Разом    | 653     | 140                | 410              | 103                  |